# Naughty Boy
Shahid Khan (Watford, Inglaterra, 1 de enero de 1985), más conocido por su seudónimo Naughty Boy, es un compositor, DJ y productor discográfico británico, que se hizo famoso en su país natal después de producir y coescribir «Diamond Rings» (2009) , «Never Be Your Woman» (2010), y varias canciones de Our Version of Events (2012), de Emeli Sandé, que fue el álbum más vendido de 2012 y el segundo de 2013 en Reino Unido, respectivamente.
En 2013, Khan empezó a ser reconocido internacionalmente por «La La La», sencillo para el que Sam Smith prestó su voz, que entró en varias listas musicales de popularidad mundialmente. Esta figura como una de las canciones más vendidas en la historia de la música británica, y promocionó el disco debut del productor, Hotel Cabana (2013), que ingresó en el puesto 2 del listado de álbumes de Reino Unido y tuvo éxito comercial en dicho país. El disco también obtuvo otras dos canciones, «Wonder» y «Lifted», entre las diez principales posiciones de la lista de sencillos británica.

## Biografía

### Infancia y comienzos de su carrera
Nació el 1 de enero de 1985 en la ciudad inglesa de Watford en Reino Unido, como Shahid Khan. Su madre es una ama de casa y su padre era un taxista. Son originarios de Pakistán, por lo que Khan es de ascendencia paquistaní. Creció en una casa adosada en su ciudad natal junto con su hermana Saira, quien cuenta que su hermano desde una temprana edad se obsesionó con la música. Cuando niño obtuvo una grabadora, y cada vez que salía con su padre compraba muchos casetes, principalmente escuchaba música de Bollywood. En su infancia deseó recibir clases de música, pero su familia era de bajos recursos, y en la escuela que estudió, la música «no era el foco de atención», por lo que con el sueño de convertirse en un compositor, aprendió por sí mismo a tocar el piano y a su vez comenzó a crear canciones en su computadora, usando un software libre que había encontrado en revistas de informática. Era totalmente reacio a contar sus aspiraciones musicales con su familia y compañeros de la escuela, y sobre todo después de abandonar sus estudios universitarios. Había tomado la carrera de comercio y márquetin, pero en su primer semestre decidió abandonar sus estudios, y comenzó a trabajar para financiar su sueño musical; tuvo varios puestos a tiempo parcial, trabajó en el Watford General Hospital, como repartidor de pizzas de Domino's Pizza y en el hotel The Grove.
Khan comenzó su carrera profesional como productor discográfico en 2005, después de recibir una subvención de 5000 libras esterlinas por The Prince's Trust, y usó el dinero para montar un estudio de grabación en el cobertizo del jardín de sus padres en Charlock Way en Watford. Más tarde, en ese mismo año, apareció en el programa de juego Deal or No Deal, de Channel 4, donde ganó 44 000 libras esterlinas, que utilizó para comprar más equipos de grabación y fundó su propia compañía de producción llamada Naughty Boy Recordings. Además, con el tiempo estableció un estudio de grabación en Ealing, Londres. Parte de ese dinero también lo utilizó en la producción de canciones de Emeli Sandé, una artista relativamente desconocida para 2009, año en el que tuvieron su primer encuentro profesional tras pagarle un viaje desde Glasgow a Londres. En un fin de semana compusieron tres canciones, entre ellas «Daddy» y «Clown», producidas por Naughty Boy. «Clown» se lanzó como un sencillo del álbum debut de Sandé en 2013 y tuvo popularidad en el territorio británico, al entrar en la número 4 del ranking de sencillos de Reino Unido. Entretanto, Khan consiguió un contrato de composición por tres años con Sony ATV y otro con el sello Virgin EMI Records para lanzar un álbum de estudio. Sandé también obtuvo un contrato con Virgin, y junto con Khan compuso las canciones de su álbum debut, Our Version of Events (2012). En una entrevista, Khan sostuvo:

«En las etapas iniciales [de mi carrera, mi familia estaba escéptica sobre mi aspiración de ser un músico]. Soy el más joven [de la familia]. Era un chico que siempre estaba pidiendo un billete de cinco libras, que siempre necesitaba dinero de gasolina. Por lo tanto, no los culpo en algunos aspectos. Crecí en un hogar musulmán, y [por lo general] hay una sensación de expectación. Especialmente en la comunidad paquistaní en Watford... Porque nuestros padres quieren que seamos lo mejor que podamos ser».
Naughty Boy

### Ascenso a la fama

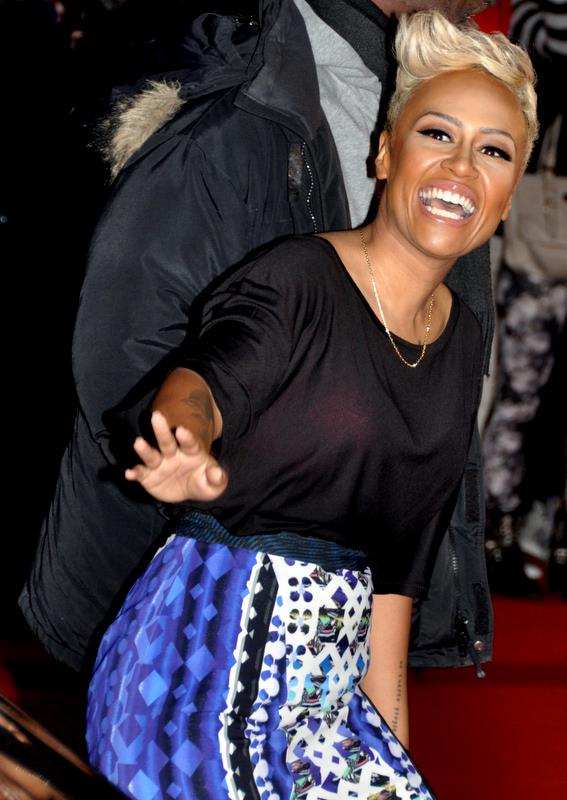
Emeli Sandé se convirtió en su colaboradora habitual desde 2009.

Khan irrumpió en la escena musical en 2009, tras coescribir y producir el sencillo «Diamond Rings», de Chipmunk con la participación vocal de Sandé, que se convirtió en un éxito en Reino Unido al entrar en las primeras diez posiciones de la lista de sencillos de referido país. Su siguiente éxito, «Never Be Your Woman» (2010), para el que Wiley y Sandé prestaron su voz, ingresó en la número 8 de la lista de sencillos británica. Entre finales de la década de los 2000 y principios de la década de 2010, también produjo y coescribió canciones para varios artistas, incluyendo Lily Allen, Jennifer Hudson, Professor Green, Cheryl Cole, Tinie Tempah, Leona Lewis y Rihanna. Asimismo, tomó un tiempo para producir su primer álbum de estudio, que anunció con el lanzamiento de su primer sencillo, «Wonder», con Sandé como la vocalista principal, a finales de septiembre de 2012. «Wonder» ingresó en los primeros diez puestos de la lista de popularidad de sencillos británica. A principios de 2012, Sandé publicó Our Version of Events, que tuvo éxito en Reino Unido y otros países; en el territorio antes mencionado fue el disco más vendido en 2012 y el segundo en 2013, respectivamente. Se despacharon más de dos millones de copias de Our Version of Events en Reino Unido, por lo que es uno de los álbumes más vendidos de todos los tiempos en dicho país.
En mayo de 2013, Khan publicó el segundo sencillo, «La La La», con la participación vocal de Sam Smith, que se convirtió en un éxito mundial. «La La La» entró en la número 1 del listado de sencillos de Reino Unido, y para ese entonces pasó a ser el sencillo de venta más rápidas del año en una semana de 2013, y culminó ese año como la quinta canción más vendida en Reino Unido por más de 940 000 ejemplares. Sus ventas en Reino Unido superan el millón de copias, por lo que pasó a ser uno de los temas más venidos de todos los tiempos en el país natal del productor. El tema también tuvo popularidad en Estados Unidos, al ingresar a la número 19 del Billboard Hot 100, y tras vender más de dos millones de copias. «La La La» ganó los reconocimientos mejor canción y mejor vídeo en los Mobo Awards de 2013 y en 2014, optó al galardón sencillo británico en los Brit Awards.
El 19 de agosto de 2013, salió el tercer sencillo, «Lifted», con la participación vocal de Sandé, que también se convirtió en un éxito entre las diez principales del ranking de sencillos británica.
Su álbum de estudio debut, Hotel Cabana, salió a la venta el 26 de agosto de 2013; Sandé canta en siete de las dieciocho canciones de la que consta la versión de lujo del álbum. Asimismo cuenta con aportaciones vocales de Tinie Tempah, Professor Green, Ella Eyre, Ed Sheeran y Bastille. Hotel Cabana ingresó en la posición 2 del ranking de álbumes británica, y recibió la certificación de plata por la BPI, que equivale a 60 000 copias vendidas. Para finales de 2013, Khan realizó una pequeña gira musical por Reino Unido para promover el álbum. Después de que culminó su álbum, en 2013, Khan reanudó la producción para otros artistas, incluyendo Katy Perry, con quien trabajó conjuntamente con Sandé en la composición de una canción para Prism (2013).

### Segundo álbum
En marzo de 2015, se confirmó que Khan había trabajado en una canción de su segundo álbum con Zayn Malik, quien para ese entonces aún era miembro One Direction, por lo que al abandonar la banda, llevó a muchos aficionados a pensar que Khan había sido el culpable de la salida de Malik de One Direction. A mediados de septiembre de 2015, Khan publicó el sencillo «Runnin' (Lose It All)», que cuenta con la participación vocal de Beyoncé y Arrow Benjamin, y se situó en el puesto 4 de la lista de sencillos de Reino Unido, donde vendió más de seiscientas mil copias al recibir la certificación de platino por la BPI.